# Hamadruas heterosticta
Hamadruas heterosticta là một loài nhện trong họ Oxyopidae.
Loài này thuộc chi Hamadruas. Hamadruas heterosticta được Mary Agard Pocock miêu tả năm 1897.